# أناستازيا فيسيكوفا
أناستازيا فاليريفنا فيسيكوفا (بالروسية: Анастасия Валерьевна Фесикова؛ مواليد 8 مايو 1990) هي سباحة روسية تحمل الأرقام القياسية الوطنية الروسية في سباقات 50 و100 و200 متر سباحة على الظهر. شاركت في دورة الألعاب الأولمبية الصيفية 2008، والألعاب الأولمبية الصيفية 2012، والألعاب الأولمبية الصيفية 2016. فازت بالميدالية الفضية في سباق 200 متر سباحة على الظهر في الألعاب الأولمبية الصيفية 2012.